# Conas
Ne doit pas être confondu avec Kaunas.
Conas est un hameau et une ancienne commune aujourd'hui rattaché à Pézenas (Hérault).

## Géographie
Situé au sud de Pézenas, près d'une boucle de l'Hérault, le hameau était entouré de vignobles et de nombreuses oliveraies. Sur le fleuve étaient construits plusieurs moulins dont un seul a subsisté jusqu'à nos jours[réf. nécessaire].

### Communes limitrophes
| Pézenas | Pézenas           | Pézenas            |
| Tourbes | Conas             |                    |
|         | Nézignan-l'Évêque | Castelnau-de-Guers |

## Toponymie
Anciennes mentions : Cognaz (1180), Conas (1529), Connas (1625).

## Histoire
Le village est mentionné pour la première fois dans les textes en 1100. Ce village relevait du diocèse d'Agde.
Le village de Conas est rattaché à Pézenas (Hérault) durant la Révolution française, entre 1790 et 1794.

## Culture locale et patrimoine

### Lieux et monuments
- Église Saint-Martin[3] : l'église dédiée à saint Martin est située en dehors des murs du village. Elle est mentionnée depuis 1133 comme possession des évêques d'Agde. L'édifice où furent célébrés les baptêmes, mariages et enterrements, resta à l'usage des habitants de Conas. Les registres de la chapelle sont détenus en la mairie de Pézenas et remontent au début du XVIIe siècle. Le cimetière encore de faible usage est accolé au bâtiment ;
- Château des Conas : l'édifice actuel date des XVIIe et XIXe siècles. Il ne reste plus rien du château datant d'avant le XVIIe siècle ;
- Moulin : le dernier moulin de Conas date des XVIe, XVIIe et XVIIIe siècles. Le corps de bâtiment sud a été mis en place en 1728.

### Familles de Conas
Quelques noms d'anciennes familles de Conas :
- Andreu ;
- Bernat ;
- Bilhière ;
- Boudou ;
- Castan ;
- Cauquil ;
- Couderc ;
- Durand ;
- Garcia ;
- Gaudion ;
- Jalbert ;
- Laclo ;
- Mercadier ;
- Petit ;
- Savy ;
- Moutou ;
- Laurence.

### Le pou de Conas
Le pou, ou plutôt lo pesolh en occitan, est l'animal totémique de Conas. Il est ressuscité en 1976. C'est Guilhèm de Caunas revenant de la croisade qui a amené ce pou dans le pays, pou qui par la suite est allé d'un habitant à l'autre du village. La fée Marie-Rose pour débarrasser Conas de ce pesolh, eut l'idée de l'attirer sur sa jarretière, puis de le noyer dans le gouffre (gorg). Les villageois portent le surnom de mata-pesolh (« tueurs de poux »). La jarretière conservée dans la chapelle aurait disparu à la Révolution.
Si le symbole du poux fut parfois repris, l'absence de sources historiques, et quelques détails amusants (Marie-Rose étant une marque de produit anti-poux) laissent présager d'un canular datant au moins du XXe siècle…